# Lavatera olbia var. hispida
Lavatera olbia subsp. hispida é uma variedade de planta com flor pertencente à família Malvaceae. 
A autoridade científica da variedade é (Desf.) Godr., tendo sido publicada em Gren. & Godr., Fl. France 1: 293 (1848).

## Portugal
Trata-se de uma variedade presente no território português, nomeadamente em Portugal Continental.
Em termos de naturalidade é nativa da região atrás indicada.

## Protecção
Não se encontra protegida por legislação portuguesa ou da Comunidade Europeia.